# Arthur Leigh Allen
Arthur Leigh Allen, född 18 december 1933, död 26 augusti 1992 var den huvudmisstänkte till att vara den ökände seriemördaren Zodiac Killer. Han blev aldrig anhållen för något av morden.
Han föddes 1933 och flyttade så småningom till Kalifornien, där han blev lärare för årskurs sex och sju. I slutet av 1968 fick han sparken efter att han antastat en elev. 1992 dog Arthur Leigh Allen i hjärtattack vid 58 års ålder. 

## Misstänkt i Zodiacfallet
Arthur Leigh Allen var huvudmisstänkt för att vara Zodiac Killer. Han blev aldrig fälld då något riktigt fysiskt bevis som kunde länka Allen till Zodiac aldrig hittades. Robert Graysmith, författare till två böcker om Zodiac Killer, har lagt fram en teori där Arthur Leigh Allen är mördaren. Allens skostorlek och handskar var lika stora som Zodiacmördarens. Allen bar en klocka med namnet Zodiac, vars logga var en ring med ett kors i, samma tecken som Zodiac använde i sina brev. Det var den enda gången som namnet Zodiac och symbolen användes tillsammans förutom i seriemördarens brev. Allen sa under ett förhör att boken The Most Dangerous Game hade stor inverkan på honom. Boken handlar om en man som jagar människor eftersom de är smartare och farligare än vilddjur. I ett chiffer som skickades från Zodiac och löstes nämner mördaren att han jagade människor för att de är smartare och farligare än vilddjur. Allen erkände att han hade blodiga knivar dagen Cecilia Shephard och Bryan Hartnell angreps den 27 september 1969; Allen sa dock att blodet på knivarna var från kycklingar.
Don Cheney, en vän till Allen, uttryckte sin misstänksamhet mot Allen i polisförhör. Enligt Cheney skulle Allen sagt till honom att han skulle döda par slumpvis, skriva brev till polisen och beskriva sina mord, signera sina brev med logon från sin klocka, kalla sig själv för Zodiac och sminka sig för att ändra sitt utseende under morden. Cheney menar att detta samtal ska ha utspelat sig 1 januari 1969, alltså 12 dagar efter Zodiacs första mord den 20 december 1968.
1991 trädde Ralph Spinelli fram och berättade att Allen erkänt att han var Zodiac, och skulle bevisa det genom att åka till San Francisco och döda en taxiförare. Några dagar senare, den 11 oktober 1969, mördades taxiföraren Paul Stine. Zodiac tog en bit från Stines skjorta samt hans nycklar och plånbok. Zodiac har aldrig tagit något från sina offer förutom från Paul Stine. 1969 gjorde polisen en husrannsakan i Allens bostad och fann därvid bland annat ett bombdiagram, likt det diagram som Zodiac skickade med i ett brev.
2002 testades DNA från ett av Zodiacbreven mot Arthur Leigh Allens DNA, men resultatet var negativt. Enligt experter var Allens handstil inte lik handstilen i Zodiacbreven och Allen klarade dessutom ett lögndetektortest. Därtill testades ett handflatmärke från ett Zodiacbrev mot Allen, och resultatet blev negativt. 